# Diasporus citrinobapheus
Espèce
Diasporus citrinobapheus est une espèce d'amphibiens de la famille des Eleutherodactylidae.

## Répartition
Cette espèce est endémique du Panamá. Elle se rencontre entre 680 et 790 m d'altitude dans la cordillère Centrale.

## Description

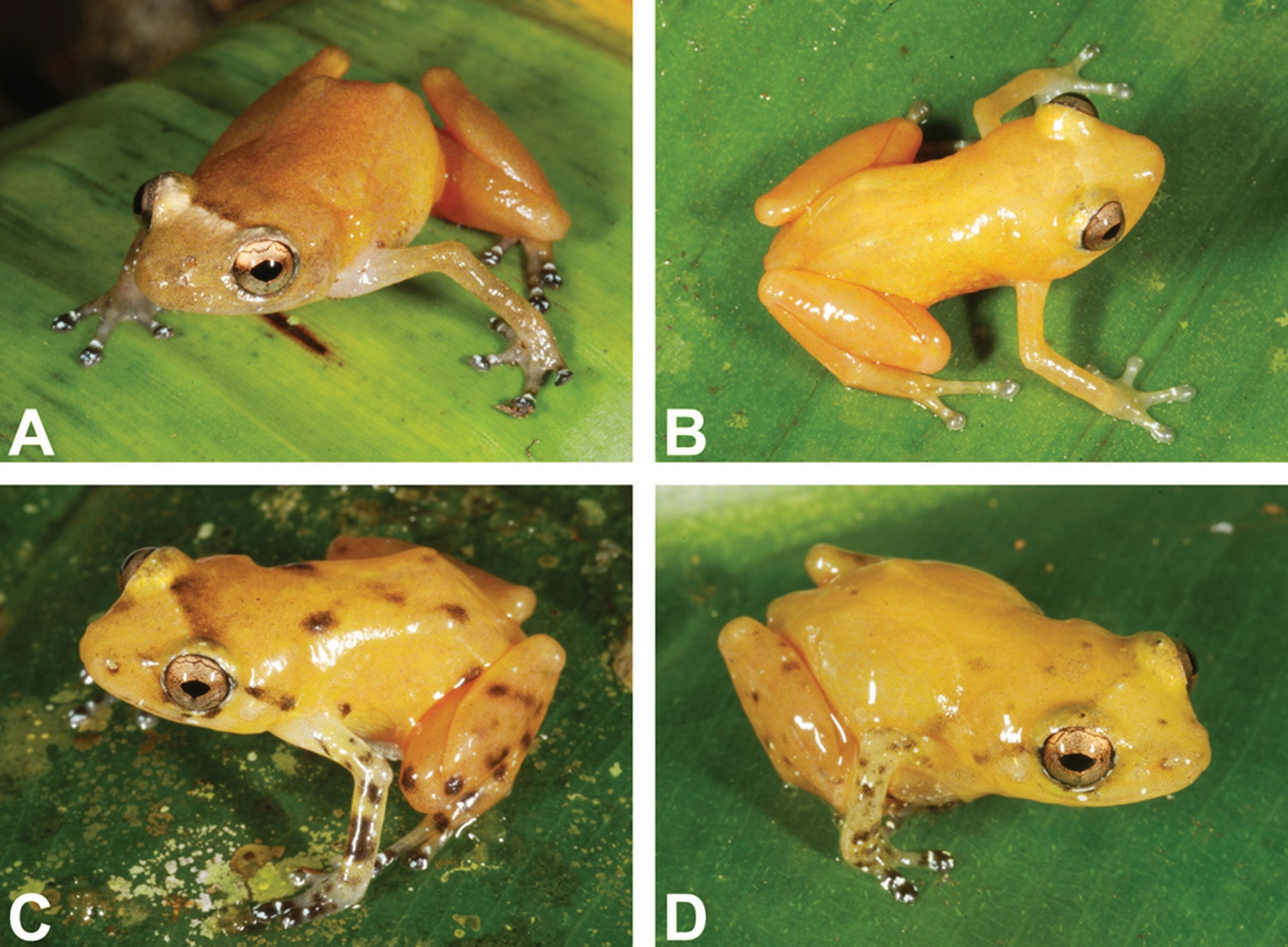
Diasporus citrinobapheus

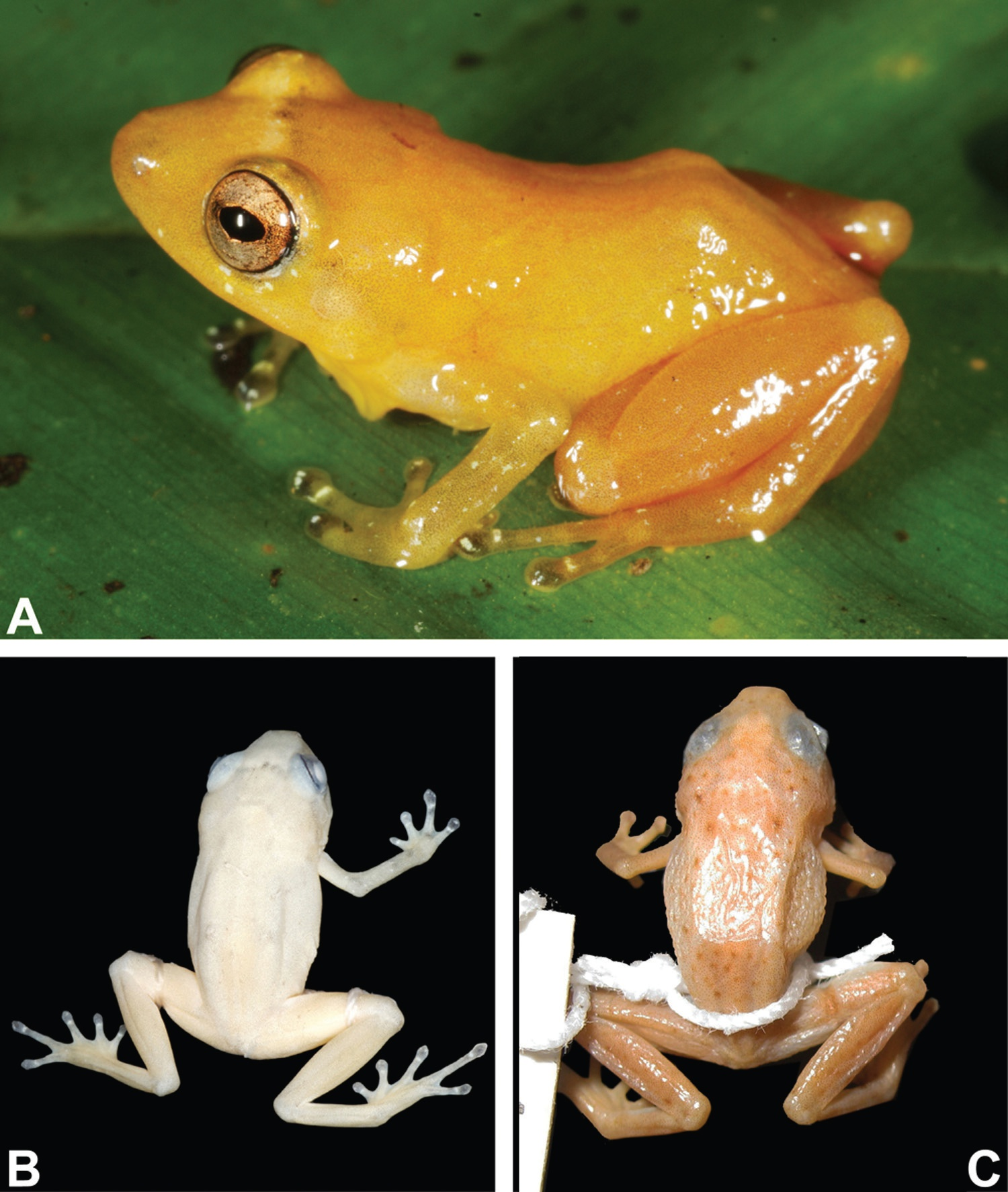
Diasporus citrinobapheus

Diasporus citrinobapheus mesure entre 17,3 et 19,7 mm pour les mâles et 21,8 mm pour la seule femelle connue. Son dos est jaune brillant ou orangé nuancé de sombre. Sa face ventrale est translucide hormis le sac vocal du mâle qui est jaune.

## Étymologie
Son nom d'espèce, du grec ancien κίτρινος, citrinos, « jaune citron », et βαφεύς, bapheus, « teinturier », en référence au fait qu'elle teinte les doigts de jaunâtre lorsqu'on la capture. Ce phénomène a été observé chez d'autres espèces du genre Diasporus mais est particulièrement marqué pour celle-ci.

## Publication originale
- Hertz, Hauenschild, Lotzkat & Köhler, 2012 : A new golden frog species of the genus Diasporus (Amphibia, Eleutherodactylidae) from the Cordillera Central, western Panama. ZooKeys, no 196, p. 23–46 (texte intégral).